# Caspar Scheuren
Pour les articles homonymes, voir Scheuren.

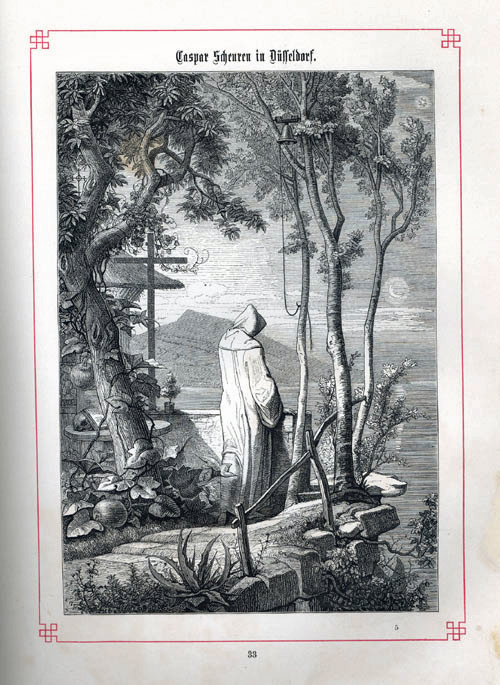
Illustration de L'Ermite d'Eichendorff.

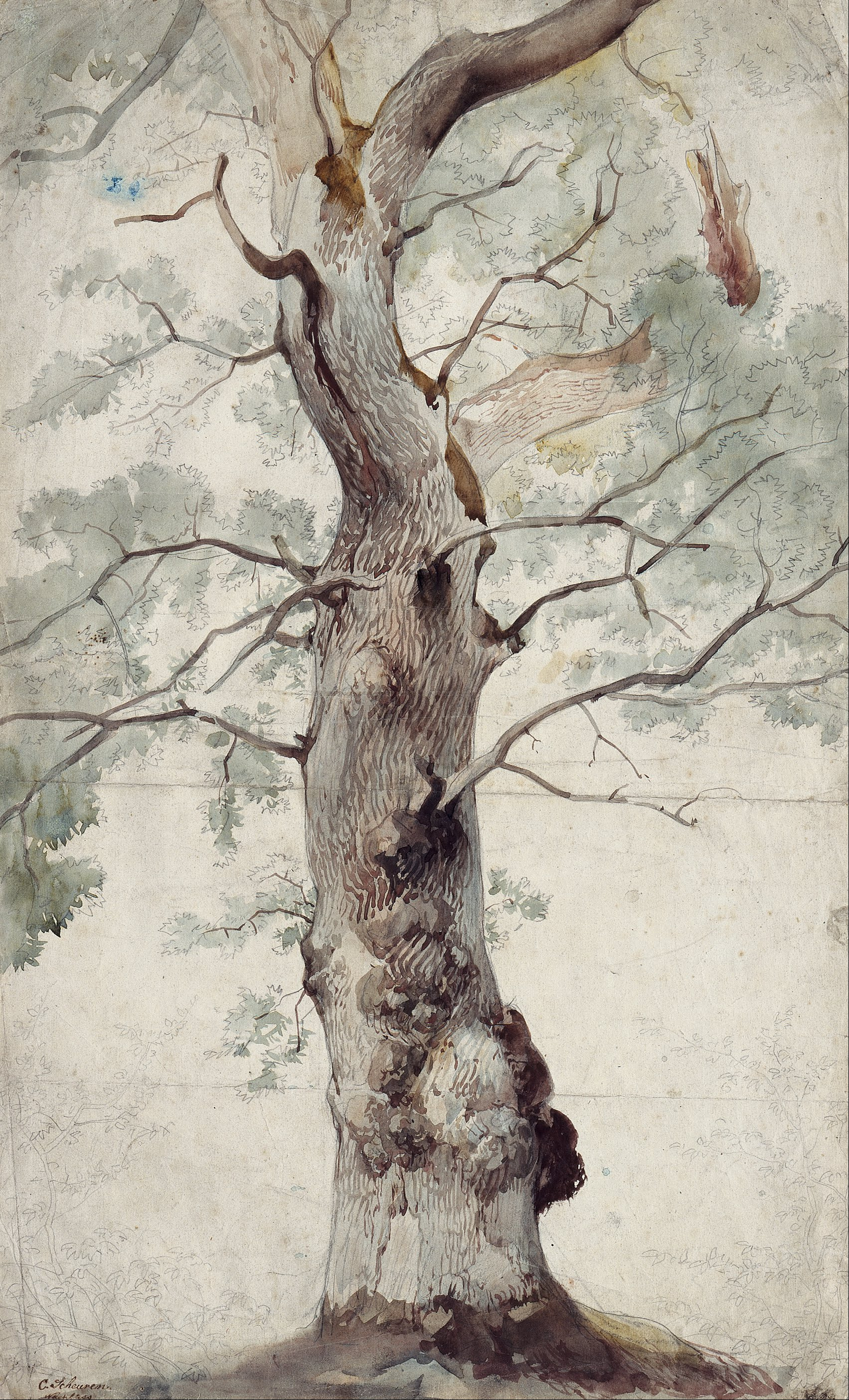
Étude d'arbre, aquarelle vers 1830.

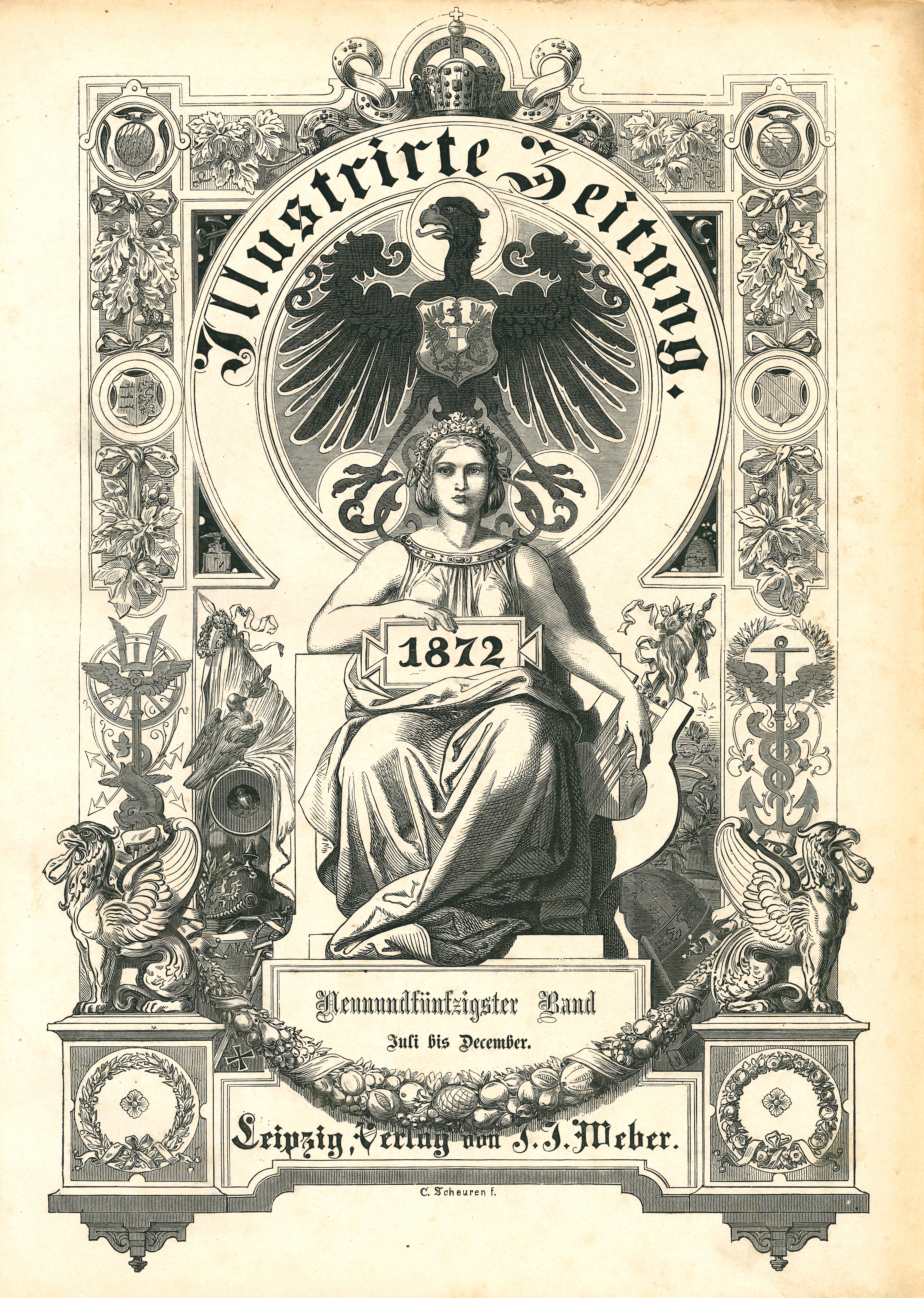
Deuxième de couverture intérieure de l'Illustrirte Zeitung de 1872, 59e (semestriel) volume, juillet à décembre 1872.

Caspar Johann Nepomuk Scheuren (né le 22 août 1810 à Aix-la-Chapelle et mort le 12 juin 1887 à Düsseldorf) est un peintre et illustrateur prussien.

## Biographie
Après une formation dans l'atelier de son père, Aegidius Johann Peter Joseph Scheuren, il suit une formation de peintre paysagiste à l'Académie des beaux-arts de Düsseldorf de 1829 à 1835. Les voyages d'études sont importants pour son «art romantique-fantastique», les modèles de Carl Friedrich Lessing et Johann Wilhelm Schirmer ainsi que la lecture de Walter Scott.
Caspar Scheuren est un représentant de l'école de peinture de Düsseldorf et est considéré comme l'un des peintres rhénans les plus importants du XIXe siècle. Le peintre Theodor Groll (de) est un élève privé de Scheuren.
La plupart de ses peintures traitent de légendes, d'histoires et de motifs de régions célèbres du Rhin (romantisme rhénan (de)). Déjà à la fin des années 1830, il abandonne la peinture de paysage à l'huile et crée un nouveau genre de vues allégoriquement décorées, finement dessinées et gracieusement colorées, d'illustrations, de dédicaces et de feuilles commémoratives dans lesquelles paysage, figures et ornementation se combinent de manière imaginative. Ces œuvres sont reproduites de nombreuses fois.
À partir de 1839, il vit à Düsseldorf et est nommé professeur à l'Académie en 1855. En 1890, la Société d'histoire d'Aix-la-Chapelle place une plaque commémorative sur sa maison natale à Aix-la-Chapelle.
Son œuvre est actuellement estimée à environ 300 peintures, plus de 400 estampes et plus de 600 aquarelles. Scheuren a un penchant pour les thèmes rhénans. Son album consacré au château de Stolzenfels est numérisé par la bibliothèque d'État rhénane de Coblence (de). En outre, il y a des œuvres de Scheuren à la Galerie nationale de Berlin, la Neue Pinakothek à Munich et au musée Wallraf Richartz de Cologne.
Caspar Scheuren est enterré au cimetière du Nord de Düsseldorf.

## Œuvres (sélection)

### La peinture

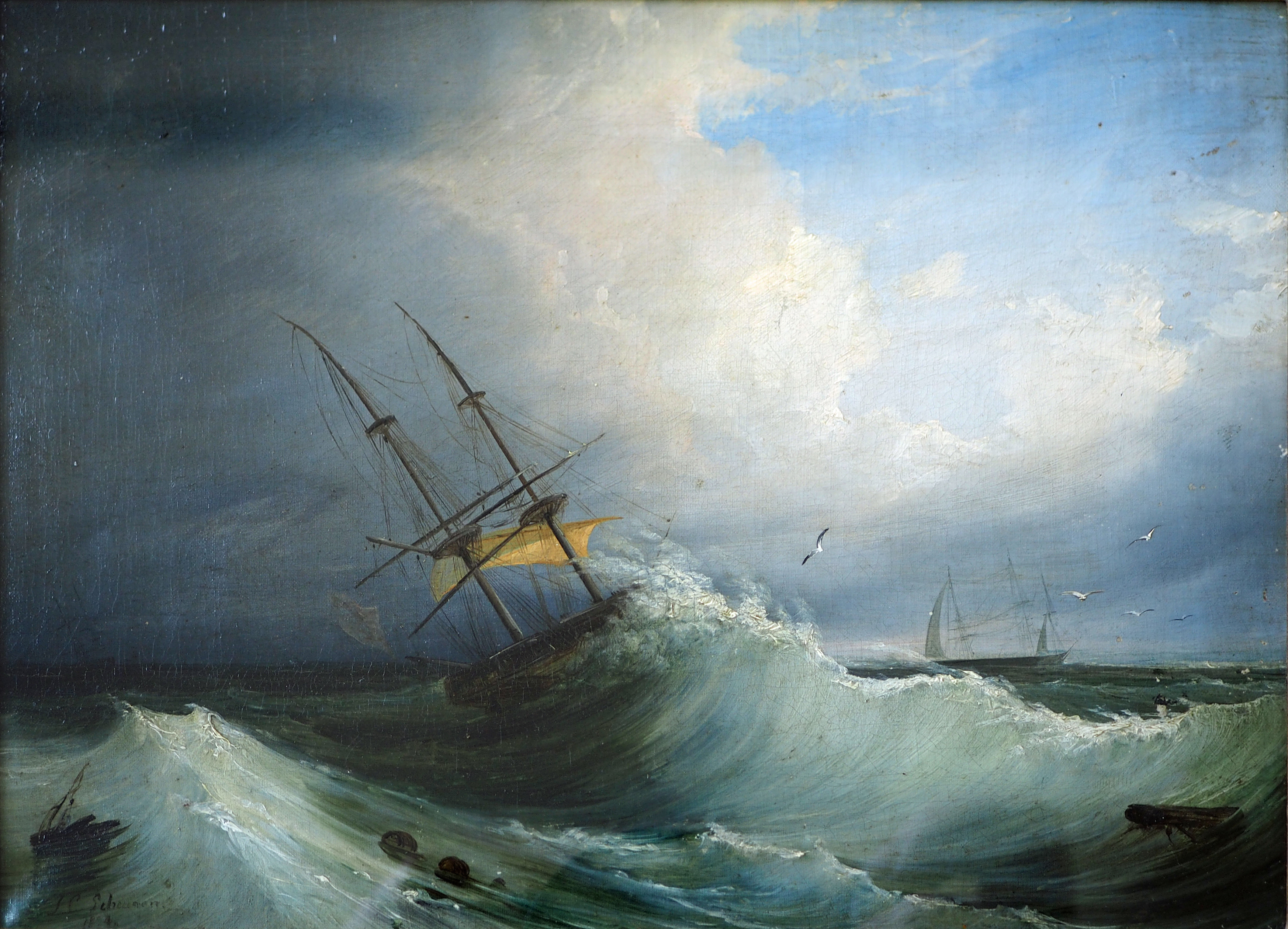
Mers mouvantes, 1854.

- 1821 Hl. Theresia Aquarell in Miniatur. 1897 Suermondt-Museum
- 1835 C. H. Steffens Porträt, 1897 Suermondt-Museum
- 1856 Die Stadt (Aachen) von der Burtscheider Höhe Bez.: C.SCHREUREN FEC. DÜSSELDORF. J.B.SONDERLAND LITH.INST.V.ARNZ & CO. IN DÜSSELDORF. Farbensteindruck. Zeichnung: circa 9,3 × 13,2 cm
- vier kleinere Landschaften, zwei große Landschafts-Zeichnungen ebd.
- Rheinalbum bestehend aus 26 aquarellierten Blättern in Querfolio. Wallraff-Richartz-Museum, Köln

- Caspar Scheuren: 26 Radirungen. Mannheim Artaria & Fontaine, 1846. Digitalisierte Ausgabe
- Weihnachts-Album, 15 Farbendrucke nach Gemälden Düsseldorfer Künstler in Mappe, Düsseldorf 1853
- The Dusseldorf artist’s (!) album, edited & translated by Mary Howitt, with original contributions by various English poëts. Düsseldorf/London 1854
- Album deutscher Kunst und Dichtung, hrsg. von Friedrich Bodenstedt. Mit Holzschnitten nach Originalzeichnungen der Künstler, ausgeführt von Robert Brend’amour, Grote, Berlin 1867.
- Der Kedrich, eine Dichtung nach Rheinsagen, von A. Mayer, Aachen 1872
- Der Rhein, von den Quellen bis zum Meere, Bilder von Kaspar Scheuren, Lahr 1883

### Paroles
- Das Nahe-Thal: von dem Ursprunge der Nahe bis zu ihrer Mündung in den Rhein. Coeln: Gebrüder Kehr & Niessen, Köln 1834
- Die Rhein-Anlagen bei Coblenz. Berlin: Loeillot, 1866.
- Vom deutschen Rhein: mit landschaftlichen und architektonischen Ansichten nebst Illustrationen zu rheinischen Dichtungen. Coblenz am Rhein: Groos, 1877
- Stätten der Erinnerung an die Königin Luise im Rahmen mündlicher Ueberlieferungen. Aufgezeichnet von Caspar Scheuren und Elise Polko. Düsseldorf Baumann, 1878 Digitalisierte Ausgabe
- Rhein-Album. Düsseldorf Rings, ca. 1880. Digitalisierte Ausgabe

### Illustrations (sélection)
- Die Chronik der Stadt Cöln, mit Illustrationen von Nikolaus Hocker (de), Max Hess (de), C. Scheuren, J. B. Sonderland. Düsseldorf 1857
- Allgemeines Deutsches Kommersbuch (de), unter musikalischer Redaction von Friedrich Silcher u. Fr. Erk. Hrsg. von Hermann und Moritz Schauenburg. Lahr Schauenburg, 1857. Digitalisierte Ausgabe
- Fischerleben in Lust und Leid: zwei Tage in 22 Bildern, von C. Scheuren. Dichtung von Dr. Hermann Ellen (de), Gera 1859
- Jubel-Kalender zur Erinnerung an die Völkerschlacht bei Leipzig vom 16.–19. Oct. 1813 mit Illustrationen nach Originalzeichnungen von August Beck (de), C. und E. Kirchhoff und Caspar Scheuren. Weber, Leipzig 1863.
- Aquarelle Düsseldorfer Künstler : den kunstsinnigen Damen gewidmet. Düsseldorf Arnz, 1861. Digitalisierte Ausgabe
- Deutsche Dichtungen mit Randzeichnungen deutscher Künstler. Düsseldorf Buddeus, (Bände 1–2) 1843. Digitalisierte Ausgabe
- Max Schaffrath: Dichtungen. Düsseldorf Breidenbach, 1875. Digitalisierte Ausgabe
- Diplom des Vereins der Ärzte des Regierungsbezirkes Düsseldorf für Herrn ... als ... Mitglied : der Vorstand/Verein der Ärzte. Cöln Levy-Elkan, 1846. Digitalisierte Ausgabe
- Einladung für ... zur Feier der Fahnenweihe, Düsseldorfer Männer-Gesang-Verein, am 16. Sept. 1848 : Anfang Nachmittag 4 Uhr im Geislerschen Lokale. Severin, Düsseldorf 1848 Digitalisierte Ausgabe
- In: Frauen-Brevier für Haus und Welt : Eine Auswahl der besten Stellen aus namhaften Schriftstellern über Frauenleben und Frauenbildung. Leipzig Amelang, 1893 (7. Aufl.). Digitalisierte Ausgabe
- Franz Grünmeijer: Gebete im Geiste der katholischen Kirche. Düsseldorf Elkan, Bäumer & Co, ca. 1842. Digitalisierte Ausgabe
- Catharina Diez, Ostermorgen eines Küsters, Geschenk für die Deutsche Pestalozzi-Stiftung, Illustriert von C. Scheuren. Radirt von Triebel, von Blomberg, Scholz u. a. Berlin 1847
- Katharina Diez: Ostermorgen eines Küsters. Berlin Diesterweg u. Kalisch, 1847. Digitalisierte Ausgabe
- Norwegisches Bauernleben. Ein Cyclus in 10 Bildern. Von Adolph Tidemand. Mit allegorischem Titel in Farbendruck, entworfen v. C. Scheuren. Nach den Original-Cartons, zu den für die Königliche Villa "Oskarshall", bei Christiania, ausgeführten Gemälden, lithographiert v. J. B. Sonderland. Düsseldorf Schulte, 1852, 2. Aufl. Digitalisierte Ausgabe
- Märchen und Sagen für Jung und Alt. Düsseldorf Arnz : Voß, 1857, Band 2. Digitalisierte Ausgabe
- Ludwig Bund (de) (Hrsg.): Lieder der Heimath : Eine Sammlung der vorzüglichsten Dichtungen im Bilderschmucke deutscher Kunst. Düsseldorf Breidenbach, 1868. Digitalisierte Ausgabe
- Friedrich Hackländer: Tag und Nacht : Eine Geschichte in vierundzwanzig Stunden. Stuttgart Hallberger, 1860, 2 Bde. Digitalisierte Ausgabe
- K. Stieler, H. Wachenhusen, F. W. Hackländer: Rheinfahrt : Von den Quellen des Rheins bis zum Meere. Stuttgart Kröner, 1875. Digitalisierte Ausgabe
- Vom deutschen Rhein : Mit landschaftlichen u. architektonischen Ansichten nebst Illustrationen zu rheinischen Dichtungen, in 50 Blättern. Düsseldorf Breidenbach & Baumann, 1876/1877. Digitalisierte Ausgabe
  - Vom deutschen Rhein : Mit landschaftlichen u. architektonischen Ansichten nebst Illustrationen zu rheinischen Dichtungen, in 25 Blättern. Köln Neubner, 1877. Digitalisierte Ausgabe
  - Vom deutschen Rhein : Mit landschaftlichen u. architektonischen Ansichten nebst Illustrationen zu rheinischen Dichtungen, in 25 Blättern. Düsseldorf Baumann, 1879. Digitalisierte Ausgabe
- Elise Polko, Neues Märchenbuch, musikalische Skizzen und Träumereien, Mit einem farbigen Titelbild von Caspar Scheuren, Minden 1884
- Sage und Geschichte des Rheines, rheinisches Leben der Gegenwart. Digitalisierte Ausgabe